# Paul-Éloi Marier
Pour les articles homonymes, voir Marier.
Paul-Éloi Marier, né le 16 novembre 1810 à Gentilly (Nicolet) et mort le 7 août 1880 à Terrebonne, est un patriote franco-canadien. 

## Biographie
D'abord commerçant, il devient ensuite médecin. En 1838, lors des révoltes, il est un des chefs du mouvement à Terrebonne. Capturé le 4 novembre 1838 par Alexandre Comeau, il est mis en prison à Montréal. 
Après l'amnistie, il devient maire de Terrebonne (1855-1858 puis 1869-1872) où il finit sa vie. 
Il est cité (partie 2, chapitre XIV) dans le roman de Jules Verne Famille-Sans-Nom sous le nom de « Marié ».